# Stanislaw Stanislawowitsch Tschertschessow
Stanislaw Stanislawowitsch Tschertschessow (russisch Станислав Станиславович Черчесов; * 26. September 1994 in Dresden, Deutschland) ist ein russischer Fußballtorwart.

## Karriere
Tschertschessow begann seine Karriere in Österreich beim SV Absam. Im März 2010 wechselte er zum Innsbrucker AC. Zur Saison 2010/11 schloss er sich dem SV Innsbruck an, wo er fortan für die Reserve in der neunthöchsten Spielklasse zum Einsatz kam. Im Juni 2011 debütierte er für die erste Mannschaft der Tiroler in der Tiroler Liga. Insgesamt kam er zu zwei Einsätzen für den SVI in der vierthöchsten Spielklasse. Nach der Saison 2011/12 verließ er den Verein. Im Januar 2013 schloss er sich den Amateuren des FC Wacker Innsbruck an für die er aber nie zum Einsatz kommen sollte.
Zur Saison 2013/14 ging Tschertschessow erstmals nach Russland und wechselte in die U-19 von Amkar Perm. Dort war bei den Profis zu jenem Zeitpunkt sein Vater Cheftrainer. Zur Saison 2014/15 ging er mit seinem Vater weiter zum FK Dynamo Moskau, wo Stanislaw Stanislawowitsch ebenfalls für die U-19 spielte. Für die Profis kam er nie zum Einsatz. Zur Saison 2017/18 wechselte er zum Drittligisten Tschernomorez Noworossijsk. Für Tschernomorez kam er einmal in der Perwenstwo PFL zum Einsatz.
Zur Saison 2018/19 wechselte der Tormann zum Zweitligisten Baltika Kaliningrad. Für den Zweitligisten sollte er aber nie spielen. Im Februar 2020 wechselte er zum Drittligisten Olimp Chimki, für den er aufgrund des COVID-bedingten Saisonabbruchs nie zum Einsatz kam. Nach der Saison 2019/20 schloss sich der Klub mit dem FSK Dolgoprudny zum FK Olimp-Dolgoprudny zusammen, zu dem Tschertschessow in Folge wechselte. Mit dem neu geschaffenen Team stieg er am Ende der Saison 2020/21 in die Perwenstwo FNL auf. In der Aufstiegssaison kam er zu drei Drittligaeinsätzen. Sein Zweitligadebüt gab er nach dem Aufstieg erst im Mai 2022 am letzten Spieltag der Saison 2021/22 gegen den FK Neftechimik Nischnekamsk. Nach der Saison 2021/22 wurde Olimp-Dolgoprudny die Zweitligalizenz entzogen.
Daraufhin wechselte der Tormann zur Saison 2022/23 zur Reserve des FK Chimki in die dritte Liga.

## Persönliches
Sein Vater Stanislaw Salamowitsch war ebenfalls Fußballspieler. Stanislaw Stanislawowitsch wurde während dessen Zeit bei Dynamo in Dresden geboren und wuchs später in Österreich auf, wo sein Vater viele Jahre in Innsbruck spielte und trainierte.